# Teatr Arka
Teatr Arka – zawodowy teatr integracyjny z siedzibą we Wrocławiu. Teatr powstał w 1993 roku z inicjatywy Renaty Jasińskiej-Nowak, Andrzeja Nowaka i Bogdana Michalewskiego. Obok zawodowych aktorów na scenie teatru występują aktorzy niepełnosprawni intelektualnie z kilkuletnim doświadczeniem scenicznym. Od 2002 roku teatr jest prowadzony przez Stowarzyszenie Przyjaciół Teatru "Arka", którego prezesem jest Renata Jasińska-Nowak. Od 1997 roku do września 2019 roku była również dyrektorem teatru.

## Historia
Teatr Arka powstał w 1993 roku z inicjatywy Renaty Jasińskiej-Nowak, wówczas aktorki Teatru Współczesnego we Wrocławiu oraz  Andrzeja Nowaka i Bogdana Michalewskiego. Pomysł zrodził się w czasach studenckich Renaty Jasińskiej, którą zafascynował sposób pracy z aktorem Jerzego Grotowskiego, a zajęcia z jego uczniem – Zygmuntem Molikiem – zachęciły do urzeczywistnienia marzeń o niezależnym, eksperymentalnym teatrze.
Pierwszy okres to  próby zaistnienia i przetrwania, możliwe dzięki występom we wrocławskim Klubie Garnizonowym przy ul. Pretficza, a potem w Czarnym Salonie, Klubie Związków Twórczych i we wrocławskich szkołach. Właściwy początek Teatru Arka to rok 1997. Wówczas do zespołu dołączył Alexandre Marquezy, wcześniej aktor niezależnego teatru w Burgundii, którego do Wrocławia przywiodła fascynacja dokonaniami Jerzego Grotowskiego. Wspólny ideał sprawił, że Jasińska-Nowak i Marquezy połączyli siły i w kamienicy przy ul. Menniczej stworzyli teatr otwarty, hołdujący wartościom moralnym i duchowym. U podstaw legły doświadczenia Teatru Laboratorium Grotowskiego, przekonanie, że sztukę można spotkać wszędzie, że możliwe jest zatarcie granic między widzem a aktorem.
Rok 2002 – przełom w działalności, powołanie do życia Stowarzyszenia Przyjaciół Teatru "Arka", które zaczęło prowadzić działalność edukacyjną, terapeutyczną i kulturotwórczą. Zakłady karne, szpitale psychiatryczne we Wrocławiu, Lubiążu, Stroniu Śląskim i Bolesławcu, placówki opiekuńczo-wychowawcze, ośrodki dla dzieci niepełnosprawnych i autystycznych stały się miejscami codziennej pracy aktorów Teatru Arka. Doświadczenia te określiły repertuar odróżniający Arkę od innych teatrów i stanowiący o oryginalności jego profilu. W repertuarze znalazły się  spektakle dla dorosłych, jak i dla młodzieży szkolnej, przedstawienia edukacyjne, a także terapeutyczne.
Istotnym w rozwoju teatru przedsięwzięciem był spektakl „Kuglarze Pana Boga”, w którym obok zawodowych aktorów – absolwentów europejskich wyższych szkół teatralnych – wystąpiły po raz pierwszy osoby niepełnosprawne, zaproszone po warsztatach artystycznych prowadzonych w zaprzyjaźnionych ośrodkach. "Odkryłam w nich talent, obycie sceniczne spontaniczność i niesamowitą teatralną intuicję" – powiedziała Renata Jasińska-Nowak. Od 2004 roku niepełnosprawni adepci są etatowymi pracownikami teatru i występują w niemal każdym przedstawieniu.
Miesięcznie Teatr Arka gra od dziesięciu do piętnastu przedstawień, a w ciągu roku realizuje pięć premier. Są to spektakle zarówno dla dorosłych, jak i dla młodszej widowni.
Po śmierci  założycielki i dyrektorki Teatru Arka, 26 września 2019 r. dla upamiętnienia jej działalności teatr otrzymał imię Renaty Jasińskiej.
Od września 2019 roku teatr prowadzą  Alexandre Marquezy i Agata Obłąkowska.